# Quake Live
Quake Live (antigamente também conhecido como Quake Zero) é um jogo de tiro em primeira pessoa  da id Software. É uma versão atualizada do Quake III Arena que foi originalmente projetada como um jogo free-to-play lançado por meio de um plug-in de navegador da web. Em 17 de setembro de 2014, o jogo foi relançado como título autônomo no Steam.
O Quake Live era anteriormente um jogo free-to-play, com opções de assinatura oferecendo arenas adicionais, tipos de jogos e opções de servidor de jogos. A partir de 27 de outubro de 2015, o jogo não é mais gratuito e deve ser comprado, e as opções de assinatura foram retiradas.